# Cassytha
Cassytha és un gènere de plantes angiospermes de la família de les lauràcies (Lauraceae). Són plantes natives de les zones tropicals i subtropicals però la majoria de les espècies es troben a Austràlia.

## Descripció
Són plantes paràsites herbàcies, enfiladisses i perennes, amb un petit haustori amb el que es fixen a l'hoste. Les tiges són filiformes, fulles es disposen en espiral i són minúscules, com esquames. Les flors són hermafrodites, amb hipant i amb tres sèpals i tres pètals. L'androceu és format per 12 elements entre estams i estaminodis agrupats en verticils de tres unitats, els verticils exteriors són els estams fèrtils i els interiors els estaminodis estèrils. Al gineceu hi ha un carpel amb un ovari globular amb estil curt. Les inflorescències acostumen a ser racemoses. El fruit és una drupa translúcida blanca amb una única llavor. 

## Taxonomia

### Espècies
Dins del gènere Cassytha es reconeixen les 20 espècies següents:
- Cassytha aurea J.Z.Weber
- Cassytha candida (J.Z.Weber) J.Z.Weber
- Cassytha capillaris Meisn.
- Cassytha ciliolata Nees
- Cassytha filiformis L.
- Cassytha flava Nees
- Cassytha flindersii (J.Z.Weber) J.Z.Weber
- Cassytha glabella R.Br.
- Cassytha larsenii Kosterm.
- Cassytha melantha R.Br.
- Cassytha micrantha Meisn.
- Cassytha nodiflora Meisn.
- Cassytha pedicellosa J.Z.Weber
- Cassytha peninsularis J.Z.Weber
- Cassytha pergracilis (Hatus.) Hatus.
- Cassytha pomiformis Nees
- Cassytha pondoensis Engl.
- Cassytha pubescens R.Br.
- Cassytha racemosa Nees
- Cassytha rufa J.Z.Weber

'

### Sinònims
Els següents noms científics són sinònims heterotípics de Cassytha:
- Calodium Lour.
- Ozarthris Raf.
- Rombut Rumph. ex Adans.
- Rumputris Raf.
- Spironema Raf.
- Volutella Forssk.